# Абла
Абла (ісп. Abla) — муніципалітет в Іспанії, у складі автономної спільноти Андалусія, у провінції Альмерія. Населення — 1255 осіб (2023).
Муніципалітет розташований на відстані близько 370 км на південь від Мадрида, 42 км на північний захід від Альмерії.
На території муніципалітету розташовані такі населені пункти: (дані про населення за 2010 рік)
- Абла: 1360 осіб
- Лас-Адельфас: 15 осіб
- Ель-Каміно-Реаль: 41 особа
- Ла-Естасьйон-Феррокарріль: 5 осіб
- Лас-Хунтас: 6 осіб
- Лос-Міланес: 8 осіб
- Монтагон: 28 осіб

## Демографія
Динаміка населення (INE ):